# Памелія-Сентер (Нью-Йорк)
Памелія-Сентер (англ. Pamelia Center) — переписна місцевість (CDP) в США, в окрузі Джефферсон штату Нью-Йорк. Населення — 471 особа (2020).

## Географія
Памелія-Сентер розташована за координатами 44°2′27″ пн. ш. 75°54′6″ зх. д. / 44.04083° пн. ш. 75.90167° зх. д. (44.040937, -75.901631).  За даними Бюро перепису населення США в 2010 році переписна місцевість мала площу 2,70 км², уся площа — суходіл.

## Демографія
Згідно з переписом 2010 року, у переписній місцевості мешкали 264 особи в 103 домогосподарствах у складі 84 родин. Густота населення становила 98 осіб/км².  Було 114 помешкання (42/км²).
Расовий склад населення:
| - 90,2 % — білих - 5,7 % — азіатів - 1,5 % — чорних або афроамериканців - 0,8 % — корінних американців |

До двох чи більше рас належало 1,5 %. Частка іспаномовних становила 1,1 % від усіх жителів.
За віковим діапазоном населення розподілялося таким чином: 22,0 % — особи молодші 18 років, 66,6 % — особи у віці 18—64 років, 11,4 % — особи у віці 65 років та старші. Медіана віку мешканця становила 40,6 року. На 100 осіб жіночої статі у переписній місцевості припадало 107,9 чоловіків;  на 100 жінок у віці від 18 років та старших — 92,5 чоловіків також старших 18 років.
Середній дохід на одне домашнє господарство  становив 103 232 долари США (медіана — 85 986), а середній дохід на одну сім'ю — 108 441 долар (медіана — 86 394). Медіана доходів становила 63 859 доларів для чоловіків та 50 250 доларів для жінок. За межею бідності перебувало 2,2 % осіб, у тому числі 0,0 % дітей у віці до 18 років та 0,0 % осіб у віці 65 років та старших.
Цивільне працевлаштоване населення становило 173 особи. Основні галузі зайнятості: публічна адміністрація — 34,1 %, будівництво — 27,2 %, освіта, охорона здоров'я та соціальна допомога — 14,5 %, мистецтво, розваги та відпочинок — 10,4 %.